# Gokinjo Monogatari
Gokinjo Monogatari (яп. ご近所物語 Гокиндзё моногатари, «Соседские истории», «Повесть о соседях») — романтическая манга Ай Ядзавы, издававшаяся в журнале Ribon с февраля 1995 по октябрь 1997 год. По мотивам манги студией Toei Animation было снято одноимённое аниме из 50 серий, транслировавшееся по телеканалу TV Asahi в 1995—1996 годах. Также были выпущены анимационный фильм, drama CD и саундтрек. В 2005 году манга была переиздана. Впоследствии некоторые персонажи Gokinjo Monogatari были использованы автором в работе Paradise Kiss, действие в которой происходит позднее.
С апреля 2005 по март 2006 манга была лицензирована европейскими издательствами: Egmont Manga — в Германии, Akata — во Франции и Planet Manga — в Италии.

## Сюжет
Микако Кода и Цутому Ямагути — студенты Школы искусств Ай Ядзавы (Yazawa Geijyutsu Gakuen), сокращённо — Ядзагаку. Школа носит имя её директора (автор манги назвал его своим именем). Герои проживают в одном доме по соседству, их связывает крепкая дружба с самого раннего детства. Однако со временем их чувства трансформируются в нечто большее. Романтическая история любви происходит на фоне взросления персонажей, которые объединены одной целью — достижения своей самой заветной мечты. Для её осуществления герои, вместе с друзьями по школе, организуют клуб под названием Akindo.

## Аниме
В 1995 году студия Toei Animation сняла 50-серийный аниме-сериал по манге. Режиссёром картины стал Ацутоси Умэдзава, художник-постановщик Синдзо Юки. Над изображением персонажей работали Ясихико Макоси и Ёсихико Умакоси.
Сериал впервые шёл с 10 сентября 1995 по 1 сентября 1996 года на телеканале TV Asahi по воскресеньям.

## Роли озвучивали
- Руми Сисидо — Микако Кода
- Каппэй Ямагути — Цутому Ямагути
- Юми Тома — Марико Накасу
- Тосиюки Морикава — Юсукэ Тасиро
- Сихо Ниияма — Риса Кандзаки
- Кёсэй Цукуй — Дзиро Нисино
- Вакана Ямадзаки — Май Ота Вакана
- Тидзу Ёнэмото — Синтаро Накасу
- Юко Минагути — Аюми Оикава
- Хидэюки Танака — Хироаки Токумори
- Ёко Каванами — Рурико Кода
- Синъитиро Мики — Кисараги Сэйдзи
- Такэси Аоно — Норидзи Сунами

## Полнометражный фильм
В 1996 году по мотивам манги «Gokinjo Monogatari» был снят 30-минутный фильм. Производство Премьера состоялась 2 марта 1996 года. Фильм представляет собой альтернативную историю о соседях. В 1998 году фильм был показан на итальянском телеканале Italia 1.